# Джузеппе Пеццелла
Джузеппе Пеццелла (італ. Giuseppe Pezzella, нар. 29 листопада 1997, Неаполь) — італійський футболіст, захисник «Емполі».

## Клубна кар'єра
Народився 29 листопада 1997 року в місті Неаполь. Вихованець юнацької команди «Палермо», в академії якого перебував з 15 років. З сезону 2015/16 року перебував в основній команді «Палермо».
Дебютував у Серії А 6 грудня 2015 року в поєдинку проти «Аталанти», вийшовши на заміну на 65-ій хвилині замість «Мато Яяло». Всього в сезоні провів дев'ять зустрічей, був основним лівим захисником з лютого по квітня 2016 року. В наступному сезоні, який закінчився вильотом «Палермо» в Серію Б, Пеццелла зіграв 10 матчів у чемпіонаті.
30 червня 2017 року перейшов в «Удінезе», підписавши п'ятирічний контракт. Відіграв за команду з Удіне наступні півтора сезони своєї ігрової кар'єри, але закріпитись так і не зумів, тому у січні 2019 року був відданий в оренду до кінця сезону в «Дженоа», відігравши за генуезький клуб 5 матчів в національному чемпіонаті.
У серпні 2019 року провів одну гру в Серії A, після чого був знову відданий в оренду, цього разу до «Парми». У цій команді виборов місце в основному складі і за рік уклав з «Пармою» повноцінний контракт. Утім за результатами сезону 2020/21 команда посіла останнє місце в Серії A і вибула до другого дивізіону, після чого захисника віддали в оренду на сезон 2021/22 до «Аталанти», де він мав постійну ігрову практику.
Влітку 2022 року також на умовах оренди став гравцем «Лечче», де провів повний сезон. Влітку 2023 року уклав трирічну угоду з «Емполі».

## Виступи за збірні
2015 року дебютував у складі юнацької збірної Італії, взяв участь у 10 іграх на юнацькому рівні. У складі команди до 19 років він виступав на юнацькому чемпіонаті Європи 2016 року, де італійці дійшли до фіналу, поступившись у вирішальному матчі французам.
2017 року у складі збірної Італії до 20 років поїхав на молодіжний чемпіонат світу у Південній Кореї і допоміг своїй команді здобути бронзові нагороди турніру.
У складі молодіжної збірної Італії поїхав на молодіжний чемпіонат Європи 2017 року у Польщі, ставши півфіналістом турніру, а через два роки поїхав і на домашній молодіжний чемпіонат Європи 2019 року.

## Статистика виступів

### Статистика клубних виступів
Станом на 1 липня 2023 року
| Сезон               | Команда             | Чемпіонат           | Чемпіонат | Чемпіонат | Національний кубок | Національний кубок | Національний кубок | Континентальні кубки | Континентальні кубки | Континентальні кубки | Інші змагання | Інші змагання | Інші змагання | Усього | Усього | Усього |
| Сезон               | Команда             | Ліга                | Ігор      | Голів     | Ліга               | Ігор               | Голів              | Ліга                 | Ігор                 | Голів                | Ліга          | Ігор          | Голів         | Ігор   | Голів  |        |
| ------------------- | ------------------- | ------------------- | --------- | --------- | ------------------ | ------------------ | ------------------ | -------------------- | -------------------- | -------------------- | ------------- | ------------- | ------------- | ------ | ------ | ------ |
| 2015–16             | «Палермо»           | A                   | 9         | 0         | КІ                 | 1                  | 0                  | -                    | -                    | -                    | -             | -             | -             | 10     | 0      |        |
| 2016–17             | «Палермо»           | A                   | 10        | 0         | КІ                 | 1                  | 0                  | -                    | -                    | -                    | -             | -             | -             | 11     | 0      |        |
| Усього за «Палермо» | Усього за «Палермо» | Усього за «Палермо» | 19        | 0         |                    | 2                  | 0                  |                      | -                    | -                    |               | -             | -             | 21     | 0      |        |
| 2017–18             | «Удінезе»           | A                   | 15        | 0         | КІ                 | 3                  | 0                  | -                    | -                    | -                    | -             | -             | -             | 18     | 0      |        |
| 2018–19             | «Удінезе»           | A                   | 4         | 0         | КІ                 | 1                  | 0                  | -                    | -                    | -                    | -             | -             | -             | 5      | 0      |        |
| 2018–19             | «Дженоа»            | A                   | 5         | 0         | КІ                 | 0                  | 0                  | -                    | -                    | -                    | -             | -             | -             | 5      | 0      |        |
| серп. 2019          | «Удінезе»           | A                   | 1         | 0         | КІ                 | 0                  | 0                  | -                    | -                    | -                    | -             | -             | -             | 1      | 0      |        |
| Усього за «Удінезе» | Усього за «Удінезе» | Усього за «Удінезе» | 20        | 0         |                    | 4                  | 0                  |                      | -                    | -                    |               | -             | -             | 24     | 0      |        |
| 2019–20             | «Парма»             | A                   | 22        | 0         | КІ                 | 2                  | 0                  | -                    | -                    | -                    | -             | -             | -             | 24     | 0      |        |
| 2020–21             | «Парма»             | A                   | 24        | 1         | КІ                 | 0                  | 0                  | -                    | -                    | -                    | -             | -             | -             | 24     | 1      |        |
| Усього за «Парму»   | Усього за «Парму»   | Усього за «Парму»   | 46        | 1         |                    | 2                  | 0                  |                      |                      |                      |               |               |               | 48     | 1      |        |
| 2021–22             | «Аталанта»          | A                   | 21        | 0         | КІ                 | 1                  | 0                  | ЛЧ+ЛЄ                | 3+4                  | 0                    | -             | -             | -             | 29     | 0      |        |
| 2022–23             | «Лечче»             | A                   | 16        | 0         | КІ                 | 0                  | 0                  | -                    | -                    | -                    | -             | -             | -             | 16     | 0      |        |
| 2023–24             | «Емполі»            | A                   | 0         | 0         | КІ                 | 0                  | 0                  | -                    | -                    | -                    | -             | -             | -             | 0      | 0      |        |
| Усього за кар'єру   | Усього за кар'єру   | Усього за кар'єру   | 127       | 1         |                    | 9                  | 0                  |                      | 7                    | 0                    |               | -             | -             | 143    | 1      |        |